# XYYYY综合征
XYYYY综合征，是一种罕见的Y染色体数目异常疾病。

## 症状
中度至重度智能障碍、言语延迟、肌张力低、巨脑室、脑白质异常、脊柱侧弯、复发性上呼吸道感染、肘外翻、尺桡骨性愈合，并有面部畸形，包括面部不对称、宽眼距、双侧低垂耳、微颌。有成人患者报告出现性腺机能减退和无精子症，但生殖器在出生时是正常的。

## 治疗
可利用褪黑素联合行为疗法治疗行为异常。